# Baikalospongia erecta
Baikalospongia erecta är en svampdjursart som beskrevs av Efremova 2004. Baikalospongia erecta ingår i släktet Baikalospongia och familjen Lubomirskiidae. Inga underarter finns listade i Catalogue of Life.